# 第23回カンヌ国際映画祭
第23回カンヌ国際映画祭（だい23かいカンヌこくさいえいがさい）は、1970年5月2日から16日にかけて開催された。

## 受賞結果
- グランプリ：『M★A★S★H マッシュ』（ロバート・アルトマン）
- 審査員特別グランプリ：『殺人捜査』（エリオ・ペトリ）
- 審査員賞：『いちご白書』（スチュアート・ハグマン）、『Magasiskola』（イシュトヴァン・ガル）
- 監督賞：ジョン・ブアマン（『最後の栄光』）
- 男優賞：マルチェロ・マストロヤンニ（『ジェラシー』）
- 女優賞：オッタヴィア・ピッコロ（『わが青春のフロレンス』）
- 新人監督賞：ラウール・クタール（『Hoa-Binh』）

## 審査員

### コンペティション部門
- 審査委員長 
  - ミゲル・アンヘル・アストゥリアス （グアテマラ/作家）
- 審査員
  - セルゲイ・オブラスツォーフ (ソ連/監督)
  - ヴォイチェフ・ヤスニー (チェコ/監督)
  - フォルカー・シュレンドルフ (ドイツ/監督)
  - カレル・ライス (チェコ/監督)
  - カーク・ダグラス (アメリカ/俳優)
  - クリスチーヌ・グーズ・レナル (フランス/プロデューサー)
  - フェリシャン・マルソー (ベルギー/作家)
  - グリエルモ・ビラーギ (イタリア/批評家)

## 上映作品

### コンペティション部門
アルファベット順。邦題がない場合は原題の下に英題。
| 題名 原題                                                        | 監督                               | 製作国                    |
| ---------------------------------------------------------------- | ---------------------------------- | ------------------------- |
| Al-ard (The Land)                                                | ユーセフ・シャヒーン               | エジプト                  |
| Azyllo Muito Louco (The Alienist)                                | ネルソン・ペレイラ・ドス・サントス | ブラジル                  |
| Don Segundo Sombra                                               | マヌエル・アンティン               | アルゼンチン              |
| ジェラシー Dramma della gelosia (tutti i particolari in cronaca) | エットーレ・スコラ                 | イタリア スペイン         |
| Élise ou la vraie vie (Elise, or Real Life)                      | ミシェル・ドゥラク                 | フランス アルジェリア     |
| Ha-Timhoni (The Dreamer)                                         | ダン・ウォルマン                   | イスラエル                |
| Harry Munter                                                     | シェル・グレーデ                   | スウェーデン              |
| Hoa-Binh (The Bamboo Incident)                                   | ラウール・クタール                 | フランス                  |
| I Tulipani di Haarlem (Tulips of Haarlem)                        | フランコ・ブルサーティ             | イタリア フランス         |
| 殺人捜査 Indagine su un cittadino al di sopra di ogni sospetto   | エリオ・ペトリ                     | イタリア                  |
| 戦いのあとの風景 Krajobraz po bitwie                             | アンジェイ・ワイダ                 | ポーランド                |
| Le Dernier sau (Last Leap)                                       | エドアルド・ランツ                 | フランス イタリア         |
| 最後の栄光 Leo the Last                                          | ジョン・ブアマン                   | イギリス                  |
| すぎ去りし日の… Les choses de la vie                             | クロード・ソーテ                   | フランス                  |
| Magasiskola (The Falcons)                                        | イシュトヴァン・ガル               | ハンガリー                |
| Malatesta                                                        | ペーター・リリエンタール           | 西ドイツ                  |
| M★A★S★H マッシュ MASH                                            | ロバート・アルトマン               | アメリカ合衆国            |
| わが青春のフロレンス Metello                                     | マウロ・ボロニーニ                 | イタリア                  |
| O Palácio dos Anjos (The Palace of Angels)                       | ウォルター・ヒューゴ・コーリ       | ブラジル                  |
| Ovoce Stromu Rajskych Jime (Fruit of Paradise)                   | ヴェラ・ヒティロヴァ               | チェコスロバキア ベルギー |
| 愛しのジュニー・ムーン Tell Me That You Love Me, Junie Moon      | オットー・プレミンジャー           | アメリカ合衆国            |
| きんぽうげ The Buttercup Chain                                   | ロバート・エリス・ミラー           | イギリス                  |
| いちご白書 The Strawberry Statement                              | スチュアート・ハグマン             | アメリカ合衆国            |
| Une Si Simple Histoire (A Simple Story)                          | アブデラティフ・ベン・アマール     | チュニジア                |
| ¡Vivan los novios! (Long Live the Bride and Groom)               | ルイス・ガルシア・ベルランガ       | スペイン                  |

### 特別招待作品
- Mictlan-la casa de los que va no son - Raul Kamffer （メキシコ）
- Le Bal du Compte D'orgel - マルク・アレグレ（フランス）
- Le Territoire des Autres - フランソワ・ベル、ジェラール・ヴィエンヌ、ミシェル・ファノ（フランス）
- The Virgin and the Gyspy - クリストファー・マイルズ（イギリス）
- ひとりぼっちの青春 - シドニー・ポラック（アメリカ）
- 哀しみのトリスターナ - ルイス・ブニュエル（フランス・スペイン）
- ウッドストック/愛と平和と音楽の三日間 - マイケル・ウォドレー（アメリカ）
- Voyage Chez les Vivants - Henry Brandt （スイス）